# Lucija Polavder
Lucija Polavder, född den 15 december 1984 i Griže, Slovenien, SFR Jugoslavien
, är en slovensk judoutövare.
Hon tog OS-brons i damernas tungvikt i samband med de olympiska judotävlingarna 2008 i Peking.